# 眠れる森 (椎名へきるの曲)
「眠れる森」（ねむれるもり）は、椎名へきるの22枚目のシングル。2001年10月24日、ソニー・ミュージックエンタテインメントより発売。ニューシングル4か月連続リリースの第3弾。

## 収録曲
1. 眠れる森
  - 作詞：田中花乃、作曲：木根尚登、編曲：湯浅公一
  - テレビ朝日系目撃!ドキュンエンディングテーマ曲
  - アルバム『Sadistic Pink』にも収録
2. 眠れる森 (Angelic Starlight Mix)
3. 眠れる森 (backtracks)